# Cavan Sullivan
Cavan Sullivan, född 28 september 2009, är en amerikansk fotbollsspelare som spelar på mittfältet för Philadelphia Union och för USA:s U15-landslag. Han har en amerikansk far och tysk mor.

## Karriär
Sullivan ingick i det amerikanska U15-landslaget som 2023 vann CONCACAF U15-mästerskapet. Sullivan utsågs till turneringens bästa spelare. Den 9 maj 2024 skrev Sullivan ett kontrakt med MLS-laget Philadelphia Union som sträcker sig till 2028. Kontraktet inkluderar en klausul som innebär att han kan bli kontrakterad för Manchester City när han fyller 18 år.